# Clytocerus saccai
Clytocerus saccai är en tvåvingeart som beskrevs av Sara 1953. Clytocerus saccai ingår i släktet Clytocerus och familjen fjärilsmyggor. Inga underarter finns listade i Catalogue of Life.